# Sara Ramadhani
Sara Ramadhani (ur. 30 grudnia 1987) – tanzańska lekkoatletka specjalizująca się w biegach długodystansowych. Olimpijka.
Ramadhani początkowa rywalizowała w biegach przełajowych, dwukrotnie biorąc udział w mistrzostwach świata w tej specjalności. W sierpniu 2016 wystartowała w olimpijskim maratonie – w biegu w Rio de Janeiro uzyskała czas 3:00:03, plasując się na 121. pozycji.
Rekordy życiowe: półmaraton – 1:12:07 (26 maja 2013, Foz do Iguaçu), maraton – 2:33:08 (30 kwietnia 2017, Düsseldorf).

## Osiągnięcia
| Rok  | Impreza                                   | Miejsce        | Konkurencja           | Pozycja      | Wynik    |
| ---- | ----------------------------------------- | -------------- | --------------------- | ------------ | -------- |
| 2005 | Mistrzostwa świata w biegach przełajowych | Saint-Étienne  | bieg juniorek         | 35. miejsce  | 22:47    |
| 2008 | Mistrzostwa Afryki                        | Addis Abeba    | bieg na 10 000 metrów | 6. miejsce   | 36:06,03 |
| 2009 | Mistrzostwa świata w biegach przełajowych | Amman          | bieg seniorek         | 25. miejsce  | 28:18    |
| 2016 | Igrzyska olimpijskie                      | Rio de Janeiro | maraton               | 121. miejsce | 3:00:03  |
| 2017 | Mistrzostwa świata w biegach przełajowych | Kampala        | bieg seniorek         | 51. miejsce  | 36:32    |
| 2017 | Mistrzostwa świata                        | Londyn         | maraton               | 56. miejsce  | 2:46:23  |